# Viale
Viale ist eine Gemeinde in der italienischen Provinz Asti (AT), Region Piemont.

## Lage und Einwohner
Viale liegt knapp 22 km nordwestlich von der Provinzhauptstadt Asti entfernt. Das Gemeindegebiet umfasst eine Fläche von drei km² und hat 232 Einwohner (Stand 31. Dezember 2023). Die Nachbargemeinden sind Cortanze, Cortazzone, Montafia, Piea und Soglio.

## Weinbau
Bei Viale werden Reben der Sorte Barbera für den Barbera d’Asti, einen Rotwein mit DOCG Status sowie den Barbera del Monferrato angebaut.